# Георги Добрев
Георги Михайлов Добрев (Железов) е български политически деец от БКП.

## Биография
Роден е на 21 януари 1893 година в село Байкал, Плевенско. От 1918 г. е член на БРП и ВКП (б.). Изключен е от Врачанската гимназия за революционна дейност. Завършва право в Софийския университет. Участва в Първата световна война и е пленен през август 1917 г. и отведен в Русия. Там по време на Октомврийската революция участва в установяването на съветската власт в град Инсар. Участва като делегат на Втората конференция на военнопленниците-социалисти интернационалисти. Завръща се в България и взема участие във Владайското въстание, за което е арестуван. По-късно е освободен и става секретар на местния комитет на БКП в Оряхово. По това време работи като адвокат. По време на Септемврийското въстание е един от ръководителите му в Оряховско и Белослатинско. След разгрома му заедно с голяма част от Оряховско-белослатинския отряд се изтегля в Югославия. Осъден е задочно на смърт. От Югославия емигрира в СССР. Там работи в Изпълнителния комитет на Международната организация за подпомагане на революцията и в Международния аграрен институт. Бил е депутат във Фрунзенския и Краснопресненския районни съвети. По време на Испанската гражданска война е интербригадист. От 1939 г. е редактор в Издателството за политическа литература в Москва и политически редактор на московското радио. След 9 септември 1944 година е директор по печата на Партиздат и в Народната библиотека Кирил и Методий (февруари 1952 – 1965). Бил е ръководител на отдел „Пропаганда“ при Дирекция на печата. С указ № 537 от 7 ноември 1964 г. е обявен за Герой на социалистическия труд. Носител е на орден „Георги Димитров“ (1965).